# سهره زرد زعفرانی
سهره زرد زعفرانی (نام علمی: Spinus siemiradzkii) یکی از گونه‌های سهره از خانواده سهرگان راستین است که در اکوادور و پرو یافت می‌شود. زیستگاه‌های طبیعی آن جنگل‌های خشک نیمه‌گرمسیری یا گرمسیری، بوته‌زارهای خشک نیمه‌گرمسیری یا گرمسیری و مناطق شهری است. این گونه در معرض خطر نابودی زیستگاه است و IUCN آن را به عنوان «گونهٔ کمترین نگرانی» ارزیابی کرده‌است.